# Scheepstimmerman

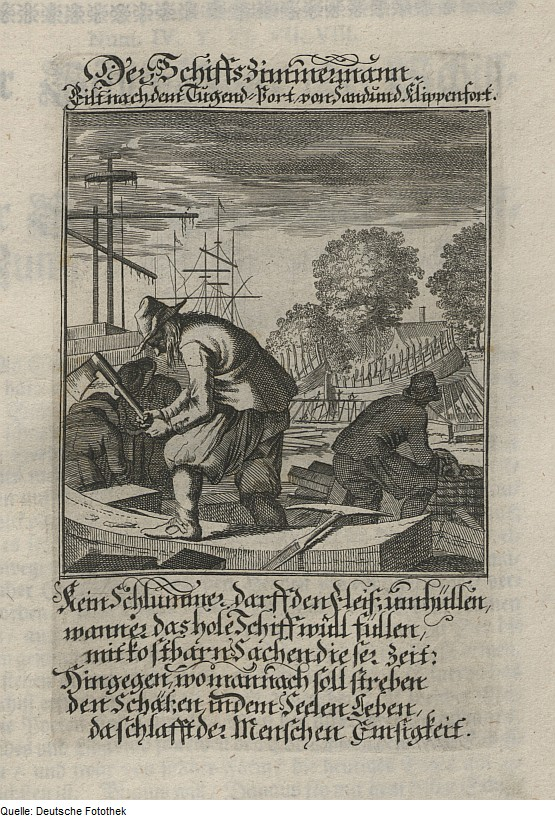
17e-eeuwse gravure van een scheepstimmerman. Dezelfde gravure met Nederlandse tekst is in het bezit van het British Museum

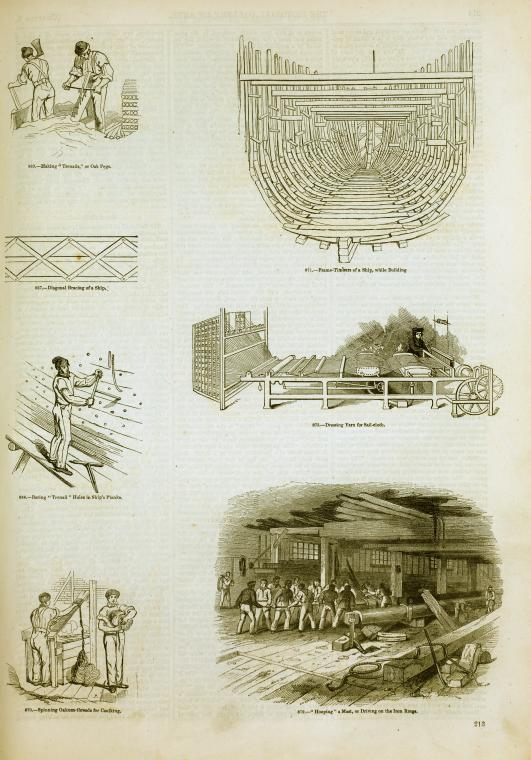

Een scheepstimmerman is een timmerman gespecialiseerd in scheepsbouw en -herstel. Zij volgen een gespecialiseerde opleiding in de bouwkunde en schrijnwerkerij. Het is een oud ambacht, waarvan de wortels vermoedelijk vóór de geregistreerde geschiedenis liggen. Het beroep heeft twee invullingen: enerzijds het afwerken van het interieur voor de grote stalen en polyester schepen en anderzijds het bouwen van replica’s, restaureren van kleinere houten boten en schepen. 
Het is een stiel die je nog kan leren. In België biedt de VDAB deze opleiding aan.. De scheepstimmerman is tewerkgesteld op een scheepswerf. De scheepsbouwer kan de eigenaar van de scheepswerf zijn. De scheepsbouwer maakt de tekening om een schip te bouwen. Hij is de architect van het schip. Het is aan de scheepstimmerman om de plannen van de scheepsbouwer te interpreteren en de houten boot te bouwen. Hij heeft daarbij de hulp van de houtzager. Hij kan met zijn kennis over houtbewerking de planken op een juiste manier uitzoeken en zagen. 
Voorbeelden van restauratie vind je terug bij het varend erfgoed. Deze groep van klassieke schepen, gebaseerd met name op de oudere zeilende binnenvaart- en kustvaartschepen, krijgt als bijnaam de 'bruine vloot'. Dit is een verwijzing naar de overwegende kleur van de zeilen waarmee deze boten varen.. Een voorbeeld van de bouw van een replica is De Gentse barge (schip, 2003). 

## Bouwtechnieken
De scheepstimmerman tekent de plannen over op mallen. De mallen maken het gemakkelijker om alle juiste stukken hout samen te zoeken om de kiel op te bouwen. 
Na het correct monteren van de kiel op steunblokken plaatst de timmerman de achter- en voorsteven. De volgende stap is het monteren van de onder- en bovenspanten op de kiel. Spant (schip)en zorgen voor de stevigheid van de huid. 
De huid van de boot bevat over de gehele lengte van de boot evenveel planken. De timmerman tekent de planken uit en zaagt deze op maat. De planken zijn smaller aan de uiteinden en breed in het midden om de kromming van de boot te kunnen volgen.  Om gemakkelijker de planken te kunnen plooien bestaat er een stoomtechniek. Een stoomoven maakt de planken vochtig en warm om het plooien over de mallen vlotter te laten verlopen. De timmerman bevestigt de planken en deze blijven na het afkoelen hun vorm behouden. Dikkere huidplanken brandt men in vorm met vuur en water. 
Vervolgens nagelt de timmerman de planken vast. De manier van nagelen hangt af van de opbouw van de huid. De huid bouwt men in overnaads of karveelbouw. De timmerman moet bij de bouw steeds rekening houden dat hij met een levende materie werkt. Hout is warmte- en vochtgevoelig. Dit maakt dat een houten boot niet altijd meteen 100 procent waterdicht is. Hiervoor zijn er verschillende kitmaterialen in de loop van de geschiedenis ontwikkeld. 
Het verduurzamen van het hout is doorheen de eeuwen een probleem waar verschillende oplossingen voor gezocht zijn. Voor 1950 werd er veelal een extra huid aangebracht om de boot te beschermen tegen houtrot. Tegenwoordig bestaan er materialen zoals onder andere epoxy om het hout te beschermen. 

## Werkmateriaal
De scheepstimmerman heeft een werkbak en een werkbank.  
De timmerman kan om te breeuwen op zijn werkbak zitten. Het materiaal dat hij nodig heeft om te breeuwen is een breeuwhamer, stoppe (stopkatoen), breeuwijzer of rabatijzer (groot plat ijzer). 
Je vindt ook een dissel, avegaar en een zwikboor, een winkelhaak, een plooimeter, schroevendraaiers en een priem. Op de werkbank van een timmerman liggen er zagen, steekbeitel, houtboren, lijmschroeven, schaven, klauwhamer en een wetsteen. De technische vooruitgang zorgt ervoor dat sommige opgesomde materialen in onbruik zijn geraakt. Toch blijft een heel groot deel handenarbeid. 
Om te werken aan de onderkant van de boten, zet men de boten op verschillende manieren op het droge. Het gebruik van een helling of slipway bestaat al heel lang. De werfarbeiders trekken de boten met mankracht omhoog met behulp van een soort kaapstander ‘de koe’ genaamd. Tegenwoordig gebeurt dit met een hijskraan of hoist en plaatsen ze de boten op zijn aangepaste trailer of bok. De trailer zorgt ervoor dat de boot op het vasteland gemakkelijk verplaatsbaar is. Voor heel kleine vaartuigen trekken ze via het hellend vlak de boten ook rechtstreeks op de trailer. 
Een droogdok of kielbank zijn de keuzes bij getijdewater. Bij het legen van het droogdok valt de boot op zijn kielondersteuning droog; bij eb gebeurt dit op de kielbank (kuisbank). Zo kan de scheepstimmermannen de (vissers)schepen onderhouden.
Om het schip in balans te houden gebruikt men aan beide kanten steunbalken.  .

## Geschiedenis
Voor het begin van de middeleeuwen zijn er over deze ambacht niet veel geschreven bronnen te vinden. Er zijn wel bewijzen dat schepen vele eeuwen een hulpmiddel waren voor de mens. Door de beperkte archeologische vondsten is het moeilijk om de scheepsevolutie te bepalen. 
Een vlot is een eenvoudige bootvorm. Het is aannemelijk dat de mens dit ook tijdens de prehistorie in Noordwest-Europa gebruikte. Er is algemeen aangenomen dat kano’s en vlotten de basis vormen voor de verdere evolutie in de bouw van schepen. Er zijn vondsten van primitieve bootjes van meer dan acht duizend jaar oud. Een voorbeeld hiervan is de kano van Pesse. 
De bouw van een kano vraagt een gespecialiseerde bewerking van de stam. Er is geen bewijs of dit het werk was van één gespecialiseerde man of van een volledige gemeenschap. Zeker is wel dat het uithollen van een kano tijdrovend was. De mens bewerkte de stam met water en vuur.  Daarvoor stelde ze de stam eerst geruime tijd bloot aan weer, wind en water. De stam bewaarde ze soms onder water waardoor het hout verzachtte. Door de bewerking van het hout ontstonden kano’s met een hoekige of een ronde bodem. In sommige landen vonden archeologen kano’s die met dierenhuiden bekleed waren. De bouwer maakte dan eerst een spantenframen om daarna de huiden erover te spannen. De schipper bestuurde de kano met een peddel of een pagaai. Kano’s zijn niet erg stabiel en zijn dus enkel geschikt om rivieren te bevaren. Bij het ontstaan van rivierhavens, bijvoorbeeld Gent, zijn er vondsten van potten en pannen uit verre streken gevonden, waardoor het vermoeden ontstaat dat er nautische handel was tussen verschillende nederzettingen. Kano’s vervaardigde men uit in de omgeving onmiddellijk beschikbaar hout. 
De exacte overgang tussen kano’s en sloepen is moeilijk te bepalen door het beperkte aantal archeologische vondsten. Uit de Gallo-Romeinse tijd zijn aanlegplaatsjes voor sloepen en schuitjes gevonden. Deze wijzen op plaatselijke handel via het water. De Romeinse veldheer Julius Caesar heeft de boten in zijn verslagen over de Kelten beschreven als boten met een duidelijk vlakkere bodem dan zijn schepen. De boten van de Kelten hadden tijdens het varen in de binnenwateren minder last van ondiepten en getijden. De Keltische schepen waren vervaardigd uit eikenhout, de zeilen uit huiden en gelooid leder. Er waren ook roeispanen aan boord. Hierdoor zijn historici zeker dat in deze periode de roeitechniek bij de Kelten is ingeburgerd geraakt. De min of meer kielloze bodem kan erop wijzen dat boten niet aan een kade lagen.  Ze werden langs de oever omhoog getrokken of zo dicht mogelijk bij de oever vastgelegd. Zo konden boten droogvallen bij eb. In deze periode werd er gebreeuwd met rietpluimen en mos. De platte bodem zorgde ervoor dat de boten van de Kelten niet zeewaardig waren. De komst van de Romeinen in Europa brachten grotere boten met linnen zeilen. Zij organiseerden overslagplaatsen op belangrijke kruispunten en de kusten. Ze maakten van de handel over zeeën en rivieren één gecontroleerd systeem. 

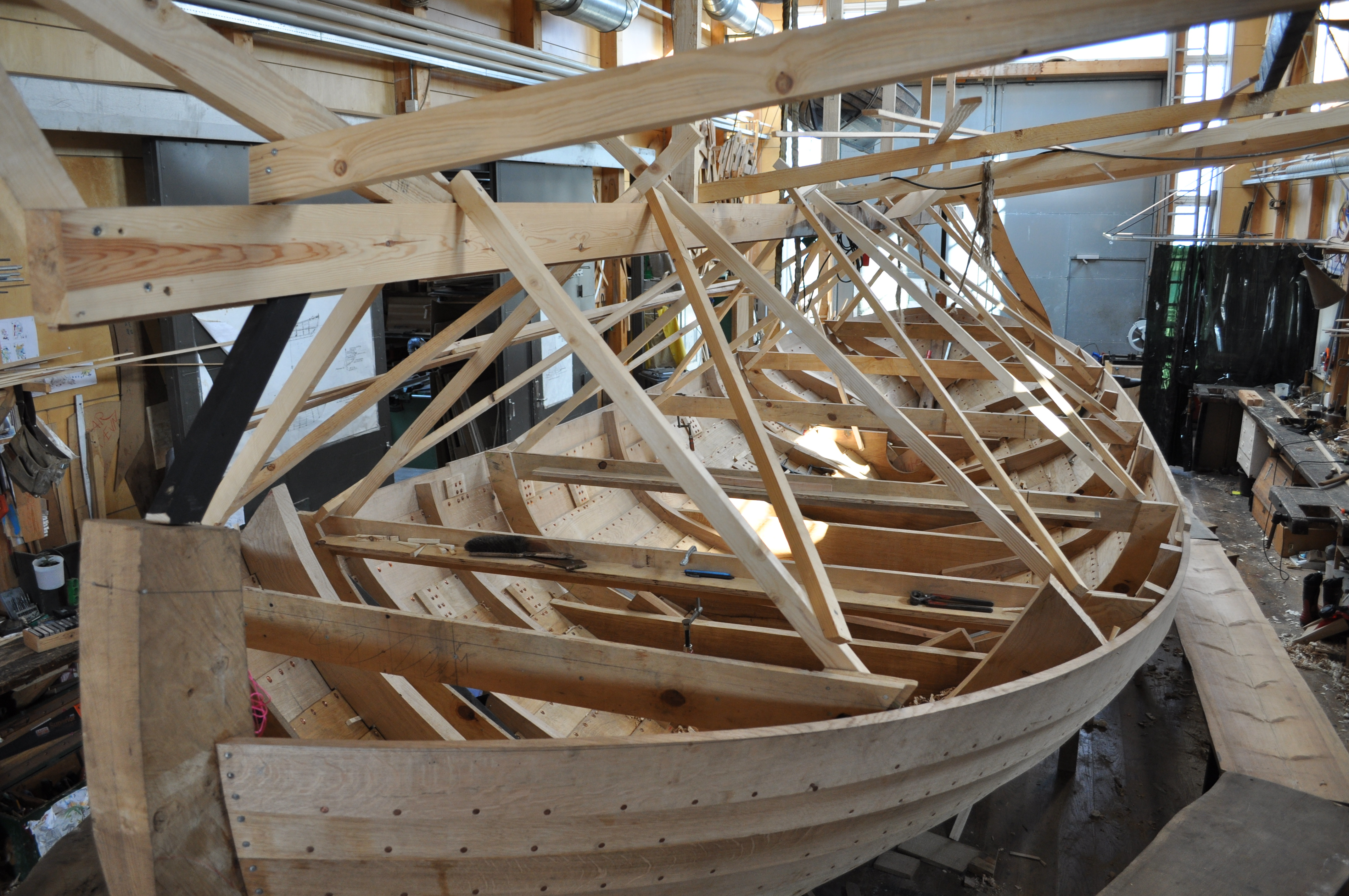

Het tapijt van Bayeux geeft weer hoe de boten en schepen er zouden kunnen uitgezien hebben rond 1000 na Chr. Er zijn scheepswrakken gevonden die de overstap vormen tussen de kano en de typische rivierboten uit de middeleeuwen. De handel over rivieren was een veiliger alternatief dan over landwegen. De landwegen waren na het vertrek van de Romeinen niet meer onderhouden. De bewaking van deze wegen liet veelal te wensen over. Uit die periode zijn er aan de oevers van de rivieren in West-Europa een beperkt aantal bescheiden scheepswerven gevonden. Door vondsten van Viking- en Germaanse schepen nemen we aan dat er verschillende bouwstijlen en -materialen van invloed konden geweest zijn. Eiken- en grenenhout bleef de grondstof voor vele vaartuigen uit die periode. Vanaf deze tijd zijn er ook meer geschreven bronnen te vinden over de scheepstimmerman. Door de bloeiende handel was de vraag naar schepen groot en gingen gewone timmerlui zich specialiseren in de scheepbouwtechnieken. Ze werkten samen met touwslagers, zeilmakers en mastenmakers. Op een scheepswerf waren er ook knechten aan het werk.
In Gent verenigden ze zich tijdens de 14de eeuw tot één ambacht, de schipmakers. In de 16de eeuw zijn de schipmakers ingelijfd bij de timmerlui en de zagers. De schipmakers behielden in deze ambacht hun eigenheid en traditie. 
Deze ambacht ondersteunde verschillende andere ambachten om belangrijke oorkonden te bekrachtigen door het aanbrengen van hun zegel. Ze bouwden een kapel, een ambachtshuis en godshuizen om hun leden samen te brengen. Ze stelden wetten en regels op zoals bijvoorbeeld op het breken van de last. Het schippersambacht van een bepaalde stad had het recht koopwaren die over water uit een stad toekwamen, te doen overladen in een boot van het plaatselijke schippersambacht; die dan de lading verder vervoerde tot aan de volgende stad. Zo kon elke stad haar eigen ambachtslui beschermen. 
Het was hun privilege om alle soorten schepen, boten en vaartuigen te bouwen en te herstellen. Op het einde van de 18de eeuw vereiste het schipmakersambacht in Gent geen leerjaren meer. Iedere poorter die slaagde voor de meesterproef en het geld neertelde, aanvaardde de ambacht als meester. De meesterproef bestond uit het bouwen van een roer en het kunnen timmeren van twee steunelementen die zich naast de voorsteven van een schip bevond. De schipsmakersambacht stond onder bescherming van de aartsengel Michaël. In Gent bestuurde een overste, twee gezworenen en twee preufmeesters de ambacht. 
In Brugge is de eerste vermelding van deze ambacht in 1422. Toen heette ze schipmakers of schipwerkers. Men heeft vermoedens van een eerste officiële scheepswerf op de Houtbrekersdam (nu de Lange rei en de Potterierei). Brugge is nooit echt een groot scheepsbouwcentrum geweest. Na de heropbloei van de Brugse scheepvaart aan het einde van de 17de eeuw zouden er ongeveer 40 ambachtslui tewerkgesteld zijn als schipmakers. In Brugge bestuurde de deken (gilde) en vinders van het timmerliedenambacht de gilde. Eén eigen deken en 3 vinders vertegenwoordigden de schipmakers in het bestuur. In 1583 kregen de scheepstimmerlieden het altaar van de Heilige Antonius in de Potterie in gebruik. Op het antependium ervan is hun wapenschild geborduurd. Inkomsten kwamen vooral uit het betalen van boetes door de overtreders van de keure en het op het droge plaatsen van de boten. 
De basis bouwmethodes van de boten bleven door de eeuwen heen hetzelfde. Kleine technische vooruitgangen zorgden voor steeds grotere, stabielere boten. Het gebruik van houtpinnen om planken aan elkaar vast te maken zorgde voor langere boten. Bij het breeuwen maakte ze gebruikt van gevlochten rundshaar en als kitmateriaal pek om de boot waterdicht te krijgen. Voor de spanten van de boten zocht de houtzager hout dat in de juiste vorm was gegroeid. 
De grotere, zwaardere en langere boten gaven onderdak aan zware kanonnen en kostbare handelswaren. De scheepstimmerlieden gingen ook mee op lange zeereizen om het schip tijdens de reis te herstellen van de opgelopen schade.
Tot in de 19e eeuw was hout het materiaal om vaartuigen te bouwen. Zeilschepen verzorgden de internationale handel en visserij op zee. De mensen zette onder andere de trekschuiten, roeibootjes en veerboten in voor de binnenlandse handel.  Er bevonden zich dan ook vele scheepswerven langs de kanalen om boten met averij te herstellen. Zij maakten een heel belangrijk deel uit van de nautische economie. 
Aan het begin van de 19de eeuw heeft de opkomst van ijzer en later staal veranderingen in de scheepsbouwtechniek veroorzaakt. Houten zeilschepen voor grote zeereizen en militaire doeleinden raakten in onbruik door de opkomst van de stoommachine. Houten boten waren duurder in bouw en waren onderhouds- en arbeidsintensief.  Hierdoor kreeg deze ambacht ook een andere invulling. De scheepstimmerman specialiseerde zich dan in de opbouw van het interieur en in de afwerking van het dek. De grote schepen werden luxueus ingericht en daarvoor gebruikte hij veelal exotische houtsoorten uit de koloniën.  Een voorbeeld van een prachtig staaltje vakmanschap hiervan is het opleidingszeilschip Mercator
Tot op heden blijft de stiel bewaard voor het onderhoud en het bouwen van kleinere sloepen, klassieke vissersschepen (garnaalvisser) en onder andere trekschuiten enz.  De opkomst van de stoomtrein en de vrachtwagen heeft ervoor gezorgd dat de handel via het water zijn economisch belang verloor. De waterwegen en bijhorende scheepswerven verdwenen. Hiermee verdween een deel van de ambacht voor de tak van de beroepsvaart. Maar in de pleziervaart bleef de kennis van het bouwen en het restaureren van houten boten.

## Heden
Met de huidige mentaliteitsverandering door vrachtwagens te weren uit de binnenstad, zou het transport te water opnieuw een prominente plaats kunnen verwerven in onze transportsector. De levering aan de detailhandelaar kan niet door grote binnenschepen gebeuren. Goederen overladen naar kleine boten of ponten kan voor de beroepsvaart een uitbreiding betekenen. Steden met een heel uitgebreid waterwegennetwerk kunnen zelfs personenvervoer te water voorzien. Voorbeelden onder de vorm van een taxidienst hiervan zijn te vinden in steden zoals Londen, Parijs en Amsterdam. 